# L'uomo che uccise il suo cadavere
L'uomo che uccise il suo cadavere è un film del 1956 diretto da Jack Pollexfen ed interpretato da Lon Chaney Jr., Ross Elliott e Robert Shayne.

## Trama
San Francisco. Il rapinatore ed assassino Charles Benton viene giustiziato nella camera a gas. Il suo corpo viene poi venduto illegalmente ad uno scienziato che sta compiendo esperimenti nella speranza di trovare una cura contro il cancro. Sottoposto ad iniezioni chimiche e a massicce scosse elettriche ad alto voltaggio, il cuore di Benton riprende a battere e lui torna a rivivere (sebbene reso muto a causa di danni elettrici subiti alle corde vocali). Inoltre, grazie ad una crescita accelerata della massa cellulare, la sua pelle è praticamente invulnerabile a tagli e proiettili. Dopo aver ucciso il medico e il suo assistente, Benton decide di recarsi a Los Angeles per vendicarsi dei suoi due scagnozzi e del suo avvocato, Paul Lowe, che, in combutta con gli scagnozzi, lo avevano tradito per rubargli il bottino della loro ultima rapina. 
Nel frattempo il detective Dick Chasen, colui che aveva assicurato Benton alla giustizia, inizia a frequentare Eva Martin, la ragazza spogliarellista di Benton, nella speranza di ottenere da lei informazioni utili per recuperare la refurtiva. Ben presto però il detective scopre che la ragazza era all'oscuro dell'attività criminale dell'uomo e finisce anche con l'innamorarsene.
Durante il suo viaggio da San Francisco a Los Angeles, Benton lascia dietro di sé una scia di morti che mette in allarme la polizia. Benton si reca sul posto di lavoro di Eva per recuperare la mappa del nascondiglio del denaro. Intuito però che la mappa è stata recuperata da Lowe, l'uomo si mette sulle tracce dei suoi due ex scagnozzi per ucciderli ed impedire così loro di aiutare Lowe nel recupero dei soldi. Eva, che ha avuto modo di vedere il redivivo Benton, informa Chasen della cosa. 
Benton riesce ad eliminare i suoi due complici e a far perdere le proprie tracce. L'avvocato Lowe, temendo per la propria vita, confessa di essere lui l'organizzatore della rapina e rivela che Benton usa il sistema fognario cittadino per eludere la sorveglianza della polizia e per trovare un nascondiglio per i soldi.
Rintracciato dalla polizia, Benton viene colpito direttamente al plesso solare da un bazooka e gravemente ustionato da un lanciafiamme. Indebolito, fugge verso una centrale elettrica, dove decide di togliersi la vita lasciandosi fulminare da migliaia di volt. Qualche giorno dopo, in un chiosco di hamburger al drive-in, Chasen fa la proposta di matrimonio ad Eva, la quale accetta.

## Distribuzione
Il film venne distribuito negli Stati Uniti dalla Allied Artists Pictures Corporation il 25 marzo 1956 in doppia programmazione con Mondo senza fine (e in alcune zone con L'invasione degli ultracorpi).